# 瑞普·休威爾
特魯特·班克斯·「瑞普」·休威爾（英語：Truett Banks "Rip" Sewell，1907年5月11日—1989年9月3日），為美國職棒大聯盟的投手。生涯曾效力過老虎與海盜等隊。休威爾生涯入選過4次明星賽，而他也是「小便球」的發明者。

## 職業生涯
1932年，老虎隊以1萬美元買下休威爾的合約。他只在老虎隊出賽一年，而且幾乎以後援身分出賽。他在比賽中被吉米·法克斯敲出左外野大號全壘打後，就被下放到小聯盟。
1934年，老虎隊邀請休威爾參加春訓，但他卻在春訓期間和隊友漢克·格林伯格發生爭執。兩人因為互相嘲笑對方的出身而大打出手，甚至鬧到警察到場。
老虎隊投手Elden Auker也有在自己的傳記中提到此事，但他的說法是休威爾對格林伯格說話不敬，導致格林伯格憤而揮拳，兩人也引發鬥毆事件。Auker甚至在傳記中提到休威爾當時幾乎被格林伯格砸破臉。

### 1946年明星賽
休威爾曾在明星賽中與泰德·威廉斯進行投打對決。休威爾也向威廉斯表示他會在比賽中丟小便球，威廉斯在第一球擊出界外，第二球敲出逆轉2分砲。這是休威爾職業生涯中唯一一次被威廉斯敲出全壘打，他在退場時仍受到觀眾起立鼓掌致敬。

### 反對球員工會
二戰後，大聯盟球員打算組成球員工會。但休威爾卻鼓吹海盜球員不要加入，這也導致球員工會迅速解散。

## 生涯投球數據
| 勝投 | 敗投 | 防禦率 | 出賽場次 | 先發 | 完投 | 完封 | 投球局數 | 安打 | 失分 | 自責分 | 全壘打 | 保送 | 三振 | 暴投 | 觸身球 |
| ---- | ---- | ------ | -------- | ---- | ---- | ---- | -------- | ---- | ---- | ------ | ------ | ---- | ---- | ---- | ------ |
| 143  | 97   | 3.48   | 390      | 243  | 137  | 20   | 2191.1   | 2101 | 983  | 819    | 116    | 748  | 636  | 30   | 23     |

## 外部連結
- 球員資訊和成績在MLB，ESPN，Baseball-Reference，Fangraphs（英文）